# Multimatic Motorsports
Multimatic Motorsports – kanadyjski zespół wyścigowy, założony w 1992 roku jako ramie firmy Multimatic Engineering skierowane na wyścigi samochodowe. W historii startów ekipa pojawiała się w stawce Continental Tire Sports Car Challenge, Firestone Firehawk Series, Motorola Cup, IMSA Sports Car Championship, Grand American Road Racing Association, American Le Mans Series, Grand-Am Cup, Rolex Sports Car Series, KONI Sports Car Challenge oraz 24-godzinnego wyścigu Le Mans. Siedziba zespołu znajduje się w Markham w kanadyjskiej prowincji Ontario.

## Sukcesy zespołu
- 24h Le Mans

2000 (LMP675) – Lola B2K/40 (Scott Maxwell, David Empringham, Greg Wilkins)
- Grand Am Cup

2002 - Scott Maxwell
- Canadian Firestone Firehawk

1992 - Scott Maxwell
- Canadian Endurance Road Racing Championship

1993 - Scott Maxwell